# البجاجة
البجاجة أو بجاجة إحدى القرى اللبنانية من قرى قضاء بعلبك في محافظة بعلبك الهرمل.